# Bournazel (Tarn)
Pour les articles homonymes, voir Bournazel.
Bournazel est une commune française située dans le nord-ouest du département du Tarn, en région Occitanie. Sur le plan historique et culturel, la commune est dans le Ségala, un territoire s'étendant sur les départements du Tarn et de l'Aveyron, constitué de longs plateaux schisteux, morcelés d'étroites vallées.
Exposée à un climat océanique altéré, elle est drainée par le Ruisseau d'Aymer, le ruisseau de Vaour et par divers autres petits cours d'eau.
Bournazel est une commune rurale qui compte 237 habitants en 2022, après avoir connu une forte hausse de la population depuis 1975. Ses habitants sont appelés les Bournazelois ou  Bournazeloises.

## Géographie

### Communes limitrophes
Les communes limitrophes sont  Cordes-sur-Ciel, Lacapelle-Ségalar, Mouzieys-Panens, Saint-Marcel-Campes et Saint-Martin-Laguépie.
|                 | Saint-Martin-Laguépie | Lacapelle-Ségalar   |
| Mouzieys-Panens | Bournazel             | Saint-Marcel-Campes |
|                 | Cordes-sur-Ciel       |                     |

### Hydrographie
.

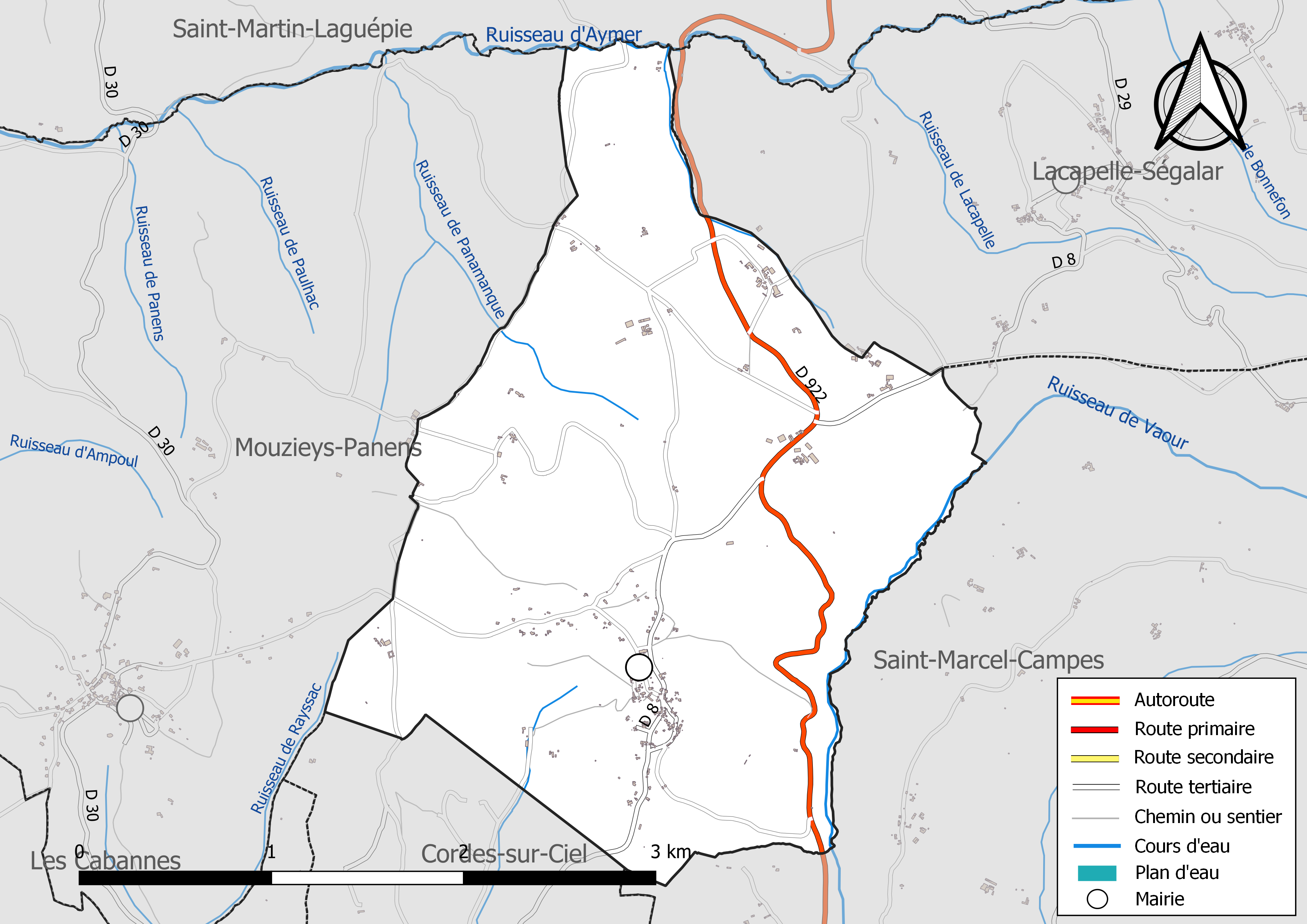
Réseaux hydrographique et routier

La commune est dans le bassin de la Garonne, au sein du bassin hydrographique Adour-Garonne. Elle est drainée par le ruisseau d'Aymer, le ruisseau de Vaour, le ruisseau de Panamanque et par deux petits cours d'eau, qui constituent un réseau hydrographique de 6 km de longueur totale,.
Le ruisseau d'Aymer, d'une longueur totale de 12,2 km, prend sa source dans la commune de Laparrouquial et s'écoule d'est en ouest. Il traverse la commune et se jette dans le Cérou à Milhars, après avoir traversé 6 communes.

### Climat
Pour des articles plus généraux, voir Climat de l'Occitanie et Climat du Tarn.
En 2010, le climat de la commune est de type climat du Bassin du Sud-Ouest, selon une étude du Centre national de la recherche scientifique s'appuyant sur une série de données couvrant la période 1971-2000. En 2020, Météo-France publie une typologie des climats de la France métropolitaine dans laquelle la commune est exposée à un climat océanique altéré et est dans la région climatique Aquitaine, Gascogne, caractérisée par une pluviométrie abondante au printemps, modérée en automne, un faible ensoleillement au printemps, un été chaud (19,5 °C), des vents faibles, des brouillards fréquents en automne et en hiver et des orages fréquents en été (15 à 20 jours).
Pour la période 1971-2000, la température annuelle moyenne est de 12,8 °C, avec une amplitude thermique annuelle de 15,8 °C. Le cumul annuel moyen de précipitations est de 871 mm, avec 10,5 jours de précipitations en janvier et 6,1 jours en juillet. Pour la période 1991-2020, la température moyenne annuelle observée sur la station météorologique de Météo-France la plus proche, « St-antonin-teus », sur la commune de Saint-Antonin-Noble-Val à 18 km à vol d'oiseau, est de 13,8 °C et le cumul annuel moyen de précipitations est de 872,1 mm. 
La température maximale relevée sur cette station est de 42,5 °C, atteinte le 27 juin 2019 ; la température minimale est de −14 °C, atteinte le 9 février 2012,,.
Les paramètres climatiques de la commune ont été estimés pour le milieu du siècle (2041-2070) selon différents scénarios d'émission de gaz à effet de serre à partir des nouvelles projections climatiques de référence DRIAS-2020. Ils sont consultables sur un site dédié publié par Météo-France en novembre 2022.

### Milieux naturels et biodiversité
Aucun espace naturel présentant un intérêt patrimonial n'est recensé sur la commune dans l'inventaire national du patrimoine naturel,,.

## Urbanisme

### Typologie
Au 1er janvier 2024, Bournazel est catégorisée commune rurale à habitat dispersé, selon la nouvelle grille communale de densité à sept niveaux définie par l'Insee en 2022.
Elle est située hors unité urbaine et hors attraction des villes,.

### Occupation des sols
L'occupation des sols de la commune, telle qu'elle ressort de la base de données européenne d’occupation biophysique des sols Corine Land Cover (CLC), est marquée par l'importance des territoires agricoles (77,8 % en 2018), en diminution par rapport à 1990 (80,2 %). La répartition détaillée en 2018 est la suivante : 
prairies (41,7 %), terres arables (23,5 %), forêts (15,5 %), zones agricoles hétérogènes (12,6 %), milieux à végétation arbustive et/ou herbacée (3,5 %), zones urbanisées (3,2 %). L'évolution de l’occupation des sols de la commune et de ses infrastructures peut être observée sur les différentes représentations cartographiques du territoire : la carte de Cassini (XVIIIe siècle), la carte d'état-major (1820-1866) et les cartes ou photos aériennes de l'IGN pour la période actuelle (1950 à aujourd'hui).

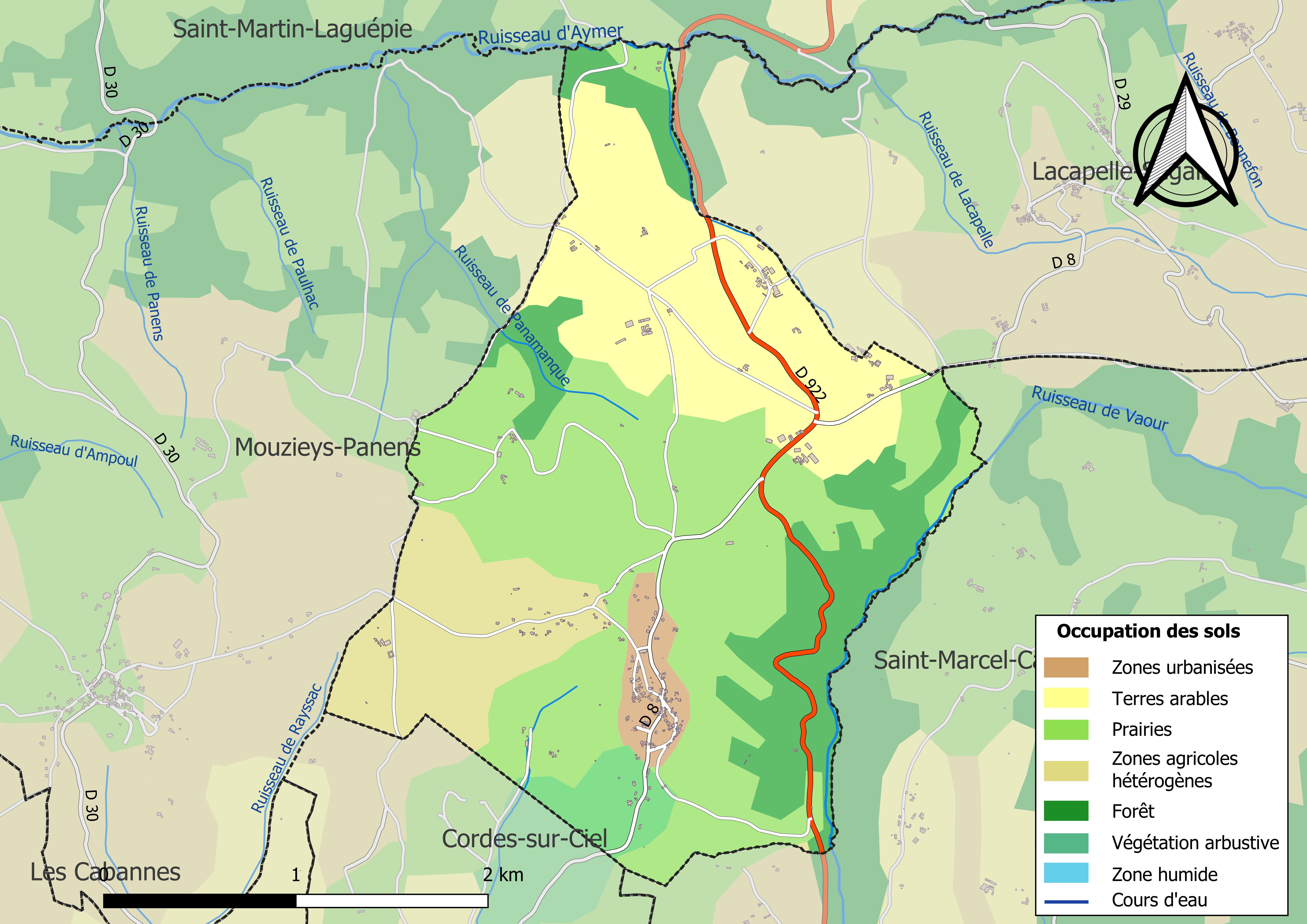
Carte des infrastructures et de l'occupation des sols de la commune en 2018 (CLC).

### Risques majeurs
Le territoire de la commune de Bournazel est vulnérable à différents aléas naturels : météorologiques (tempête, orage, neige, grand froid, canicule ou sécheresse), mouvements de terrains et séisme (sismicité très faible). Il est également exposé à un risque technologique, le transport de matières dangereuses, et à un risque particulier : le risque de radon. Un site publié par le BRGM permet d'évaluer simplement et rapidement les risques d'un bien localisé soit par son adresse soit par le numéro de sa parcelle.

#### Risques naturels
Bournazel est exposée au risque de feu de forêt. En 2022, il n'existe pas de Plan de Prévention des Risques incendie de forêt (PPRif). Le débroussaillement aux abords des maisons constitue l’une des meilleures protections pour les particuliers contre le feu,.

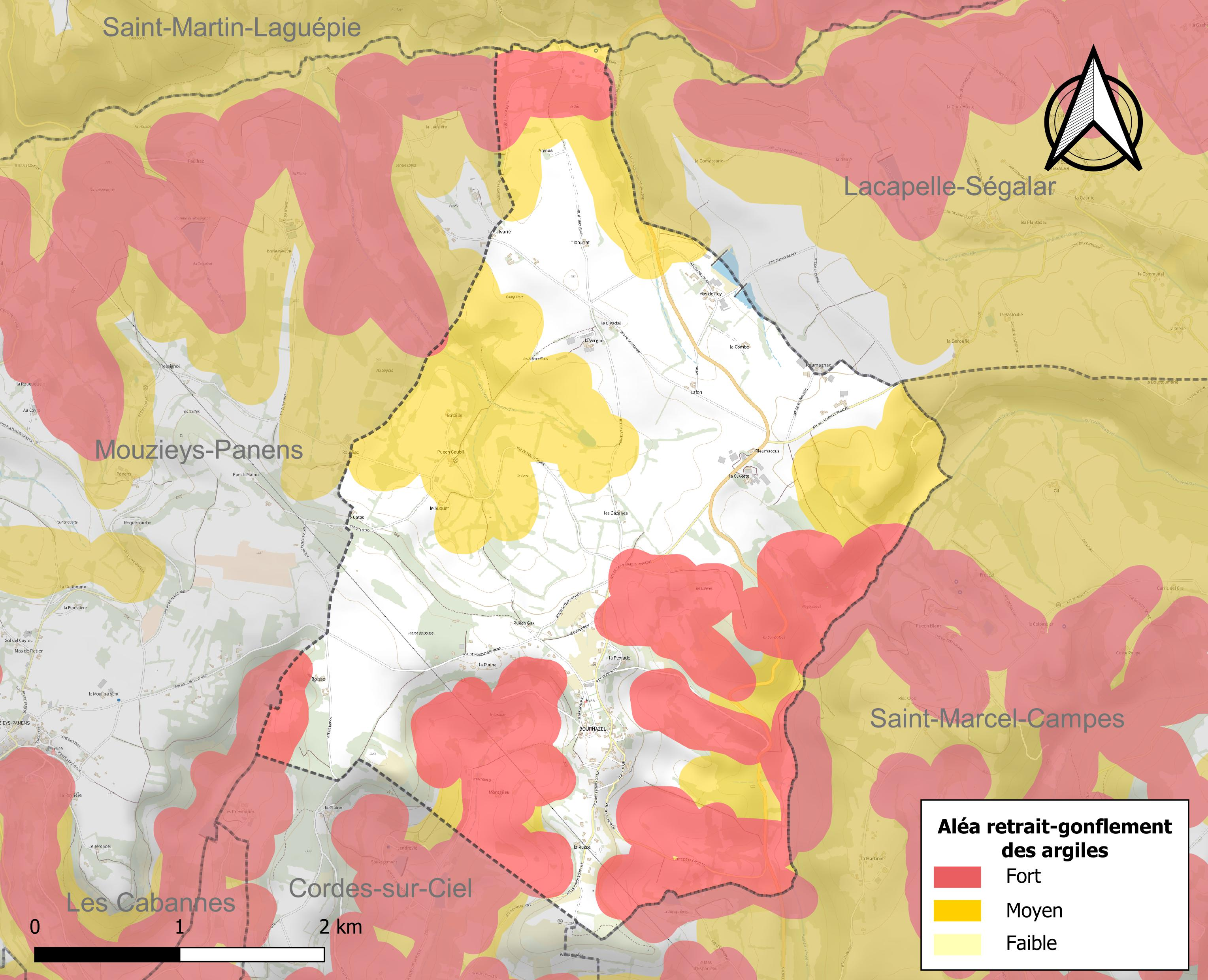
Carte des zones d'aléa retrait-gonflement des sols argileux de Bournazel.

La commune est vulnérable au risque de mouvements de terrains constitué principalement du retrait-gonflement des sols argileux. Cet aléa est susceptible d'engendrer des dommages importants aux bâtiments en cas d’alternance de périodes de sécheresse et de pluie. 52,9 % de la superficie communale est en aléa moyen ou fort (76,3 % au niveau départemental et 48,5 % au niveau national). Sur les 116 bâtiments dénombrés sur la commune en 2019, 16 sont en aléa moyen ou fort, soit 14 %, à comparer aux 90 % au niveau départemental et 54 % au niveau national. Une cartographie de l'exposition du territoire national au retrait gonflement des sols argileux est disponible sur le site du BRGM,.
Par ailleurs, afin de mieux appréhender le risque d’affaissement de terrain, l'inventaire national des cavités souterraines permet de localiser celles situées sur la commune.
La commune a été reconnue en état de catastrophe naturelle au titre des dommages causés par les inondations et coulées de boue survenues en 1982.

#### Risques technologiques
Le risque de transport de matières dangereuses sur la commune est lié à sa traversée par des infrastructures routières ou ferroviaires importantes ou la présence d'une canalisation de transport d'hydrocarbures. Un accident se produisant sur de telles infrastructures est susceptible d’avoir des effets graves sur les biens, les personnes ou l'environnement, selon la nature du matériau transporté. Des dispositions d’urbanisme peuvent être préconisées en conséquence.

#### Risque particulier
Dans plusieurs parties du territoire national, le radon, accumulé dans certains logements ou autres locaux, peut constituer une source significative d’exposition de la population aux rayonnements ionisants. Certaines communes du département sont concernées par le risque radon à un niveau plus ou moins élevé. Selon la classification de 2018, la commune de Bournazel est classée en zone 3, à savoir zone à potentiel radon significatif.

## Toponymie
Le toponyme Bournazel (en occitan Bornasèl) est un diminutif basé sur le pré-latin borna (trou, cavité dans le rocher) et désigne généralement la petite source qui en sort.

## Politique et administration
| Période                                  | Période   | Identité           | Étiquette | Qualité                         |
| ---------------------------------------- | --------- | ------------------ | --------- | ------------------------------- |
| 1876                                     | 1880      | François Mandirac  | SE        |                                 |
| 1880                                     | 1884      | Dieudonné Delclaux | SE        |                                 |
| 1884                                     | 1888      | Pierre Delmur      | SE        |                                 |
| 1888                                     | 1892      | Louis Marre        | SE        |                                 |
| 1892                                     | 1896      | Dieudonné Delclaux | SE        |                                 |
| 1896                                     | 1919      | Elie Ruffel        | SE        |                                 |
| 1919                                     | 1929      | Camille Gaillard   | SE        |                                 |
| 1929                                     | 1930      | Elie Fabre         | SE        |                                 |
| 1930                                     | 1934      | Eloi Loupiac       | SE        | Agriculteur                     |
| 1934                                     | mars 1977 | Irénée Valette     | MRG       | Agriculteur                     |
| mars 1977                                | mars 1995 | Claude Cayre       | SE        | Agriculteur                     |
| mars 1995                                | mai 2020  | Claude Laurent     | SE        | Retraité ingénieur aéronautique |
| mai 2020                                 | En cours  | Jérôme Flament     | SE        | Ouvrier spécialisé              |
| Les données manquantes sont à compléter. |           |                    |           |                                 |

## Démographie
L'évolution du nombre d'habitants est connue à travers les recensements de la population effectués dans la commune depuis 1793. Pour les communes de moins de 10 000 habitants, une enquête de recensement portant sur toute la population est réalisée tous les cinq ans, les populations de référence des années intermédiaires étant quant à elles estimées par interpolation ou extrapolation. Pour la commune, le premier recensement exhaustif entrant dans le cadre du nouveau dispositif a été réalisé en 2004.

En 2022, la commune comptait 237 habitants, en évolution de +32,4 % par rapport à 2016 (Tarn : +2,52 %, France hors Mayotte : +2,11 %).
| 1793 | 1800 | 1806 | 1821 | 1831 | 1836 | 1841 | 1846 | 1851 |
| ---- | ---- | ---- | ---- | ---- | ---- | ---- | ---- | ---- |
| 309  | 238  | 327  | 356  | 396  | 380  | 372  | 386  | 389  |

| 1856 | 1861 | 1866 | 1872 | 1876 | 1881 | 1886 | 1891 | 1896 |
| ---- | ---- | ---- | ---- | ---- | ---- | ---- | ---- | ---- |
| 393  | 390  | 395  | 375  | 398  | 385  | 401  | 356  | 319  |

| 1901 | 1906 | 1911 | 1921 | 1926 | 1931 | 1936 | 1946 | 1954 |
| ---- | ---- | ---- | ---- | ---- | ---- | ---- | ---- | ---- |
| 294  | 290  | 273  | 234  | 222  | 212  | 198  | 196  | 174  |

| 1962 | 1968 | 1975 | 1982 | 1990 | 1999 | 2004 | 2006 | 2009 |
| ---- | ---- | ---- | ---- | ---- | ---- | ---- | ---- | ---- |
| 174  | 155  | 125  | 119  | 134  | 152  | 166  | 160  | 177  |

| 2014 | 2019 | 2022 | - | - | - | - | - | - |
| ---- | ---- | ---- | - | - | - | - | - | - |
| 180  | 218  | 237  | - | - | - | - | - | - |

## Économie

### Revenus
En 2018, la commune compte 85 ménages fiscaux, regroupant 219 personnes. La médiane du revenu disponible par unité de consommation est de 20 480 € (20 400 € dans le département).

### Emploi
|                | 2008  | 2013  | 2018  |
| -------------- | ----- | ----- | ----- |
| Commune        | 5,9 % | 6,3 % | 6,5 % |
| Département    | 8,2 % | 9,9 % | 10 %  |
| France entière | 8,3 % | 10 %  | 10 %  |

En 2018, la population âgée de 15 à 64 ans s'élève à 101 personnes, parmi lesquelles on compte 73,8 % d'actifs (67,3 % ayant un emploi et 6,5 % de chômeurs) et 26,2 % d'inactifs,. Depuis 2008, le taux de chômage communal (au sens du recensement) des 15-64 ans est inférieur à celui de la France et du département.
La commune est hors attraction des villes,. Elle compte 24 emplois en 2018, contre 23 en 2013 et 29 en 2008. Le nombre d'actifs ayant un emploi résidant dans la commune est de 68, soit un indicateur de concentration d'emploi de 35,2 % et un taux d'activité parmi les 15 ans ou plus de 46,2 %.
Sur ces 68 actifs de 15 ans ou plus ayant un emploi, 19 travaillent dans la commune, soit 28 % des habitants. Pour se rendre au travail, 83,3 % des habitants utilisent un véhicule personnel ou de fonction à quatre roues, 4,2 % les transports en commun, 4,2 % s'y rendent en deux-roues, à vélo ou à pied et 8,3 % n'ont pas besoin de transport (travail au domicile).

### Activités hors agriculture
13 établissements sont implantés  à Bournazel au 31 décembre 2019.
Le secteur des activités spécialisées, scientifiques et techniques et des activités de services administratifs et de soutien est prépondérant sur la commune puisqu'il représente 30,8 % du nombre total d'établissements de la commune (4 sur les 13 entreprises implantées  à Bournazel), contre 13,8 % au niveau départemental.

### Agriculture
|               | 1988 | 2000 | 2010 | 2020 |
| ------------- | ---- | ---- | ---- | ---- |
| Exploitations | 19   | 11   | 9    | 8    |
| SAU (ha)      | 497  | 548  | 478  | 486  |

La commune est dans les Causses du Quercy, une petite région agricole relativement pauvre et aride accueilant des élevages de brebis et agneaux en plein air, située dans le nord-ouest du département du Tarn. En 2020, l'orientation technico-économique de l'agriculture  sur la commune est la polyculture et/ou le polyélevage. Huit exploitations agricoles ayant leur siège dans la commune sont dénombrées lors du recensement agricole de 2020 (19 en 1988). La superficie agricole utilisée est de 486 ha,,.

## Culture locale et patrimoine

### Lieux et monuments
- Croix de Bournazel du XVIe siècle sur la place du village. Croix en fer forgé fixée sur un socle de pierre. La hampe sort d'un bouquet de feuilles de tôle effilées, motif reproduit à mi-hauteur. Le montant s'achève en fleur de lys et le croisillon en fer de lance. Classée par les Monuments historiques par arrêté du 15 juin 1959[32].
- Église Saint-Barthélemy de Bournazel du XIIe siècle. Les écrits les plus anciens, datant de 1196, confirment que l'église, dédiée à saint Barthélemy, appartenait au chapitre Sainte-Cécile d'Albi. Elle contient une relique de saint Clair que l'on sortait tous les ans lors des processions faites autour de la source de Saint-Clair. Les processions furent interdites en 1757 par l'archevêque d'Albi pour cause du débordement et des excès auxquels elle donnait lieu. Située non loin du château de Boisse, la source de Saint-Clair était réputée bonne pour les yeux.
- Château de Boisse
- Le monument aux morts a été érigé en 1943 sur la place principale face à l'école, grâce au don d'un gendarme retraité et ancien combattant de la Grande Guerre, Antoine Mayran. Il est de forme obélisque en pierre blanche posé sur un socle en ciment et protégé par un grille. Ce monument possède deux particularités, en effet, il est l'un des rares monuments aux morts en France où sont inscrits les enfants de la commune tombés lors des trois conflits, 1870-1871, 1914-1918 et 1939-1945. De plus, lors de son édification, le maire a souhaité que les noms des prisonniers de guerre de ces trois conflits soient aussi gravés dans la pierre. Ce qui fait que pendant des décennies, il y avait des personnes vivantes inscrites sur cet édifice, jusqu'à la disparition du dernier prisonnier de guerre. En 2013 à la suite de la construction d'un bâtiment à usages multiples comprenant une halle pour le comité des fêtes, une salle pour l'école de rugby, un garage municipal et la Mairie, le monument aux morts a été déplacé en accord avec le Ministère de la Défense, l'association locale des anciens combattants et le conseil municipal. Il se situe à côté de la nouvelle Mairie.